# Hideki Sakamoto
Hideki Sakamoto (坂本 英城?, Sakamoto Hideki; Tokyo, 14 novembre 1972) è un compositore e musicista giapponese.
Conosciuto principalmente per i suoi lavori in ambito videoludico è stato il compositore di soundtrack nelle serie Yakuza, Pokémon Mystery Dungeon e Super Smash Bros.
Ha realizzato, inoltre, la colonna sonora di Mario & Luigi: Fraternauti alla carica, prendendo il posto di compositore della storica Yōko Shimomura.

## Colonne sonore
- 2005 – Shinobido: Way of the Ninja
- 2006 – Bomberman (videogioco 2006)
- 2006 – Yakuza 2
- 2007 - Pokémon Mystery Dungeon: Esploratori del tempo ed Esploratori dell'oscurità
- 2009 - Yakuza 3
- 2009 - Pokémon Mystery Dungeon: Esploratori del cielo
- 2012 - Time Travelers
- 2014 - Super Smash Bros. for Nintendo 3DS e Wii U
- 2018 - Super Smash Bros. Ultimate
- 2024 - Mario & Luigi: Fraternauti alla carica